# 四谷シモン
四谷 シモン（よつや シモン、本名：小林兼光、1944年7月12日 - ）は、日本の人形作家、俳優。人形学校「エコール・ド・シモン」主宰。弟は写真家の渡辺兼人。

## 略歴
東京都出身。少年の頃より人形制作を好み、川崎プッペに私淑する。中学卒業後、アルバイトをしながら人形制作を続ける。林俊郎、坂内俊美に師事する。
17歳の時、一時ぬいぐるみ人形作家水上雄次の内弟子になる。新宿のジャズ喫茶に出入りして、金子國義、コシノジュンコらと出会う。歌手のニーナ・シモンが好きだったことから「シモン」の渾名が付く。ロカビリー歌手としても活動する。
昭和40年（1965年）、雑誌『新婦人』に掲載されていた、澁澤龍彦の紹介によるハンス・ベルメールの球体関節人形を見て衝撃を受け、それまでの人形制作方法を捨てる。
昭和42年（1967年）金子國義を通じて、澁澤龍彦、唐十郎と知り合う。同年5月、唐十郎の状況劇場の芝居「ジョン・シルバー新宿恋しや夜鳴篇」に女形として出演する。その後、渋谷東急本店開店キャンペーンのためにディスプレイ用人形を作り、それは「前衛マネキン」として雑誌に紹介される。またこの制作過程で張り子人形の技法とメイクの方法を学ぶ。同年12月、しばらく滞在するつもりでパリに行くが、あまりの寒さに、アンティーク人形やベルメールの写真集を買っただけでまもなく帰る。
昭和43年（1968年）3月から6月にかけて、状況劇場の紅テントの芝居「由井正雪」に「的場のお銀」役で出演する。このときから「四谷シモン」の芸名を使う。昭和46年（1971年）まで状況劇場の役者として活動する。その間、昭和44年には、「新宿西口中央公園事件」（新宿西口中央公園において、無許可でテントを立て公演を行った事件）や、寺山修司の天井桟敷と状況劇場の乱闘事件が起きた。「新宿西口中央公園事件」の際の四谷シモンを、共演者で現場に居合わせた麿赤児は「民衆を扇動するジャンヌ・ダルクのように光って見えた」と記している。
昭和45年（1970年）、大阪万国博覧会の「せんい館」のために「ルネ・マグリットの男」を制作する。
昭和47年（1972年）2月、新宿の紀伊國屋画廊で「10人の写真家による被写体四谷シモン展」が開かれ、会場の中央にはガラスケースに入った人形「ドイツの少年」が飾られる。この作品が人形作家として本格的に活動する転換点となった。
昭和48年（1973年）10月、銀座の青木画廊で第1回個展を開催。タイトル「未来と過去のイヴ」は澁澤龍彦による。昭和50年（1975年）「慎み深さのない人形」を発表する。
昭和53年（1978年）、人形学校「エコール・ド・シモン」開校。当初は既製のパーツを使った人形作りを教えていたが、自由創作へ方針転換する。昭和56年（1981年）2月、紀伊国屋画廊で「第1回エコール・ド・シモン展」開催。以来、展覧会はほぼ毎年恒例になっている。
昭和53年（1978年）、パリの装飾美術館で開催された『間』展に参加、禅僧の人形を展示。
「少女の人形」「少年の人形」「機械仕掛けの少年」「解剖学の少年」などの作品を発表。一方で昭和59年（1984年）ふたたび状況劇場の芝居に出演。昭和60年（1985年）にはNHK大河ドラマ「春の波涛」にレギュラー出演。またいくつかのドラマに出演する。演出家久世光彦のドラマの常連俳優だった。
昭和62年（1987年）、彼の精神的支柱であり、理解者であった澁澤龍彦が死去。しばらくのあいだ茫然自失となる。昭和63年（1988年）より「天使－澁澤龍彦に捧ぐ」シリーズを制作する。
以降、「少女の人形」「目前の愛」「ピグマリオニスム・ナルシシズム」「木枠でできた少女」などを発表する。
平成12年（2000年）から平成13年（2001年）にかけて、大分市美術館を皮切りに、全国5カ所の美術館で大規模な個展を開催。
平成15年（2003年）人形作品「男」が、押井守監督のアニメ映画『イノセンス』のキャラクター、キムのモデルとなる。
平成16年（2004年）、1月、パリ市立アル・サン・ピエール美術館の「人形　POUPEES」展に4点の人形を出展。同展では、展覧会全体のポスターに四谷シモンの「少女の人形」が採用される。2月、東京都現代美術館の「球体関節人形展」(押井守監修)に「男」など11点の人形を出展。
平成19年（2007年）、森美術館で開催の「六本木クロッシング2007　未来への脈動」展に出展。
平成22年（2010年）、若い頃に影響を受けたベルメールの生誕地カトヴィツェ（ポーランド）の芸術団体アルス・カメラリスの招待を受け、同地で球体関節人形「ピグマリオニスム・ナルシシズム」等を展示。
平成26年 (2014年)、そごう美術館(横浜)、西宮市大谷記念美術館で、個展「SIMONDOLL　四谷シモン」開催。
平成28年(2016年)、2月、ロンドンの美術館テート・モダンで、細江英公が撮影した四谷シモンの写真「シモン私風景」シリーズ26点が展示される。同年12月、山崎哲・作構成演出の『骨風』(原作・篠原勝之)に出演。
平成16年（2004年）より、主要作品を「四谷シモン人形館」（香川県坂出市、鎌田醤油内）で常設展示。

## 作品
- 大阪万国博覧会のために制作した「ルネ・マグリットの男」は、巨体の不気味な老人が15体、薄暗い中に屹立していて、その間を繊維に見立てた赤いレーザービームが行き来するという作品だった。のちにこのうちの一体は状況劇場の舞台装置として使われた。
- 初期の作品「未来と過去のイヴ」は、裸にガーターベルトと網タイツを付けた姿の人形。パーマをかけた金髪に、濃い色の口紅を付けており、一種挑発的な印象を受ける。それに続く「慎み深さのない人形」も同様に挑発的な作品。手足のない裸で、上半身と下半身が180度逆に付いている。シュルレアリスムの影響が直接的に顕れているようである。しかし以降の作品からは挑発的な印象が隠れ、その表情は永遠の相を見ているような穏やかなものになっている。
- 「機械仕掛の少女」「機械仕掛の少年」は、エコール・ド・シモンの生徒であった荒木博志との共同作業によるもの。一部は実際に動く作品。
- 「少女の人形」の一体は澁澤龍彦の所有となり、『少女コレクション序説』『裸婦の中の裸婦』などにより読書界でも有名な作品となった。
- 人形制作にはナルシシズムが抜きがたいものだという発見により、「ナルシシズム」「ピグマリオニスム・ナルシシズム」を制作した。これはシモン自身を人形化した作品。

## 著作・参考文献
- 『シモンのシモン』（イザラ書房、1975年 のちにライブ出版、1989年）　<『四谷シモン前編』に収載>
- 『機械仕掛の神』（イザラ書房、1978年）　<『四谷シモン前編』に収載>
- 『四谷シモン人形愛』<監修・澁澤龍彦、撮影・篠山紀信>　(美術出版社、1985年)
- 『Narcissisme』<篠山紀信撮影>　(佐野画廊、1998年)
- 『人形作家』（講談社現代新書、2002年）
- 『病院ギャラリー ― 717days 2001‐2003』（ライブ出版、2003年）
- 『四谷シモン前編』<創作・随想・発言集成>　(学習研究社、2006年)
- 『四谷シモン人形日記』(平凡社 コロナ・ブックス、2011年)
- 『人形作家』（中公文庫<中央公論新社>、2017年）　<講談社現代新書版『人形作家』の改訂新版>

### 編纂
- 『日本の名随筆 別巻 81 人形』編 (作品社, 1997年)

## 写真集
- 『シモン私風景』<細江英公撮影>　(Akio Nagasawa Publishing、2012年)
- 『Simon, The Actor』<沢渡朔撮影>　(Akio Nagasawa Publishing、2016年)
- 『SIMON, 1972』<加納典明撮影>　(Akio Nagasawa Publishing、2016年)

## テレビ
- 『美と出会う』～「聖なる顔を求めて」(2002年1月、NHK)
- 『知るを楽しむ 私のこだわり人物伝』　「澁澤龍彦　眼の宇宙」 第1回（2007年11月6日、NHK教育）

## テレビドラマ
- 春の波涛（1985年、NHK大河ドラマ）
- 銀河テレビ小説（NHK）
  - 妻・愛は迷路（1986年） - 野口高志 役
- 女優競演サスペンス　『女と男』（1987年10月26日、フジテレビ系）
- アイラブユーからはじめよう（1989年、TBS系）
- 世にも奇妙な物語　『海亀のスープ』（1991年、フジテレビ系）
- 悪魔のKISS（1993年、フジテレビ系）

TBS向田邦子新春シリーズ　
- 『女の人差し指』（1986年）
- 『わが母の教えたまいし』（1989年）
- 『華燭』（1992年
- 『家族の肖像』（1993年）
- 『いとこ同志』（1994年）
- 『風を聴く日』（1995年）
- 『響子』（1996年）
- 『空の羊』（1997年）
- 『終わりのない童話』（1998年）
- 『小鳥のくる日』（1999年）
- 『あ・うん』 （2000年）
- 『風立ちぬ』（2001年）

## 映画
- 『新宿泥棒日記』（1969年）：監督：大島渚
- 『キッチン』（1989年）：監督：森田芳光

- 『アリア』（2007年）：監督：坪川拓史
- 『彌勒 MIROKU』（2013年）：監督：林海象